# ألكسندر لويز فيرنانديز
ألكسندر لويز فيرنانديز (بالبرتغالية: Alexandre Luiz Fernandes‏) (21 يناير 1986 في ساو باولو في البرازيل – )؛ هو لاعب كرة قدم سابق كان يلعب كلاعب وسط.

## وصلات خارجية
- ألكسندر لويز فيرنانديز على موقع رابطة كرة القدم اليابانية للمحترفين (اليابانية)
- ألكسندر لويز فيرنانديز على موقع Soccerway.com (الإنجليزية)
- ألكسندر لويز فيرنانديز على موقع عالم كرة القدم.نت (الإنجليزية)